# Amathus Ayiou Tychona
El Amathus Ayiou Tychona es un Equipo/ Club de Fútbol de la Ciudad de Agios Tychonas, Chipre.  Juega en la Cuarta División del Chipre.
- Datos: Q16737308